# Mattia Gaffuri
Mattia Gaffuri, né le 4 juillet 1999 à Erba, est un coureur cycliste italien.

## Biographie
Durant sa jeunesse, Mattia Gaffuri se consacre d'abord à la course à pied. Il décide de s'orienter vers le cyclisme à seulement vingt ans, après avoir subi plusieurs blessures,. Sous les couleurs d'un club suisse, il participe à diverses compétitions entre septembre 2019 et août 2021. Il n'est cependant pas recruté par une équipe professionnelle. Gaffuri choisit alors de privilégier ses études, avec pour objectif de devenir entraîneur. Il continue néanmoins de pratiquer le vélo au niveau amateur. Dans le même temps, il ouvre sa propre société de coaching en compagnie de son ami Luca Vergallito, qui est lui aussi coureur cycliste. 
Durant l'été 2023, il s'inscrit à la première édition de la Coupe d'Europe des Grimpeurs, qui est ouverte aux amateurs bénéficiant d'une licence UCI. Au terme d'un contre-la-montre en côte, il crée la surprise en finissant deuxième, derrière le professionnel Felix Großschartner. Quelques mois plus tard, il s'essaye au cyclisme virtuel. Il parvient ainsi à se hisser en finale du programme 2024 de la Zwift Academy, qui offre une place chez Alpecin-Deceuninck Development. L'équipe belge lui préfère toutefois le coureur allemand Louis Kitzki. Malgré cette déconvenue, il poursuit sa carrière et conclut un partenariat en gravel avec la société Colnago. Il est également sacré champion du monde de Gran Fondo, dans la catégorie des 19-34 ans. 
En 2025, il se classe troisième d'une compétition internationale de gravel à Monaco, derrière Mads Würtz Schmidt et Lukas Pöstlberger. Il participe aussi à plusieurs épreuves sur route. Sous les couleurs du Swatt Club, il se distingue au printemps en terminant deuxième et meilleur grimpeur du Tour de Beauce, troisième du Tour de Haute-Autriche, sixième du Sundvolden GP et huitième du Ringerike GP. Le 29 juin, il finit cinquième du championnat d'Italie en ligne, remporté par son coéquipier Filippo Conca.

## Palmarès
- 2023
  - 2e de la Coupe d'Europe des Grimpeurs
- 2024
  - Champion du monde de Gran Fondo (19-34 ans)
- 2025
  -  Champion d'Italie de gravel[8]
  - Pessano-Roncola
  - 2e du Tour de Beauce
  - 2e du Grand Prix de la ville de Montegranaro
  - 3e du Tour de Haute-Autriche